# 艾瑞克·奈特
艾瑞克·莫布萊·奈特（英語： Eric Mowbray Knight，1897年4月10日—1943年1月15日）是一位英國兒童文學作家。他是創造出虛構柯利牧羊犬萊西的作者。

## 人物介紹
艾瑞克·奈特1897年4月10日出生於英格蘭約克郡的門斯頓，艾瑞克·莫布萊·奈特在父親弗雷德里克·哈里遜·奈特（Frederic Harrison Knight）和母親瑪麗詠·希爾達·奈特（Marion Hilda Knight），舊姓：克里瑟（Creasser）的4個兒子中排行第三，父母兩人都是貴格會的成員。他的父親是富有的鑽石商人，但在艾瑞克2歲時在波耳戰爭中喪生。在她丈夫死後，他的母親搬到俄羅斯的聖彼得堡，並在皇室做著家庭教師的工作，後來她在美國定居。
奈特做過很多不同的職業，包括在第一次世界大戰裡為加拿大陸軍服務和做一個藝術學生、報社記者和好萊塢編劇家。
他的處女作是1936年的《您的軍號之歌》（Song on Your Bugles），關於在北英格蘭的工人階級。他以「理查·哈拉斯」（Richard Hallas）之名寫這無情體裁的小說1938年的《你玩黑色讓紅色出現》（You Play The Black and The Red Comes Up）。奈特在1941年的《高於一切》（This Above All）被認為是第二次世界大戰的重大小說。
奈特與他的妻子潔芮·奈特（Jere Knight）他們提出了在賓夕法尼亞州巴克斯縣的歡樂谷的農場上的柯利牧羊犬。他的小說《靈犬萊西》（Lassie Come-Home）（ISBN 0030441013）發表於1940年。這小說在1943年被米高梅公司拍成電影《靈犬萊西》（Lassie Come Home），由羅迪·麥克道華爾（ Roddy McDowall）來演「喬·凱拉克勞」（Joe Carraclough）這個角色與狗的角色找帕爾（Pal）來演「萊西」（Lassie）。小說和電影的成功，讓其後產生很多翻拍這部的電影還有電視影集，鞏固萊西的塑像狀態。這小說再版後仍受許多人的喜愛。
奈特最後的小說是1943年《山姆·史摩爾再次飛行》（Sam Small flies again），是1938年《飛行的約克郡人》（The Flying Yorkshireman）的再版，這本書最後寫道：《飛行的約克郡人》（袖珍書493頁，1948年本273頁。）
從英國到美國的詹姆斯·格罗弗·瑟伯或索恩·史密斯（Thorne Smith）說，奈特創造的來自約克郡的村民山姆·史摩爾這個人物，是個老套充滿粗暴的謊言和誇大的故事。山姆的冒險是記錄在這本書的第10個故事，最初是發表在《山姆·史摩爾再次飛行》裡。這是好的，山姆可以自在的飛行，並讓他做各式各樣的惡作劇。「是一部非常有趣的書」（An immensely funny book）--紐約時報。
在1943年，當時他是美國陸軍的少校–特別服務。並在1月15日奈特死於北美荷屬蓋亞那（現：蘇利南）的空難。享年45歲。

## 全部作品
- 1934年《生活的邀請》（Invitation to life）
- 1936年《您的軍號之歌》（Song on Your Bugles）
- 1938年《你玩黑色讓紅色出現》（You Play The Black and The Red Comes Up）
- 1938年《飛行的約克郡人》（The Flying Yorkshireman）
- 1940年《靈犬萊西》（Lassie Come-Home）
- 1940年《快樂樂園》（The happy land）
- 1941年《這是樂園》（This is the land）
- 1941年《高於一切》（This Above All）
- 1943年《山姆·史摩爾再次飛行》（Sam Small flies again）

## 相關項目
- 名犬萊西（世界名作劇場動畫）
- 忠犬萊西（高橋義廣漫畫）

## 外部連結
- Eric Knight home page （页面存档备份，存于）
- Biography
- 在Find a Grave上的艾瑞克·奈特